# جيم يونغز
جيم يونغز (بالإنجليزية: Jim Youngs)‏ هو ممثل أمريكي، ولد في 16 أكتوبر 1956 في أولد بيثباج في الولايات المتحدة.

## وصلات خارجية
- جيم يونغز على موقع IMDb (الإنجليزية)
- جيم يونغز على موقع قاعدة بيانات الفيلم (الإنجليزية)